# Littera EA

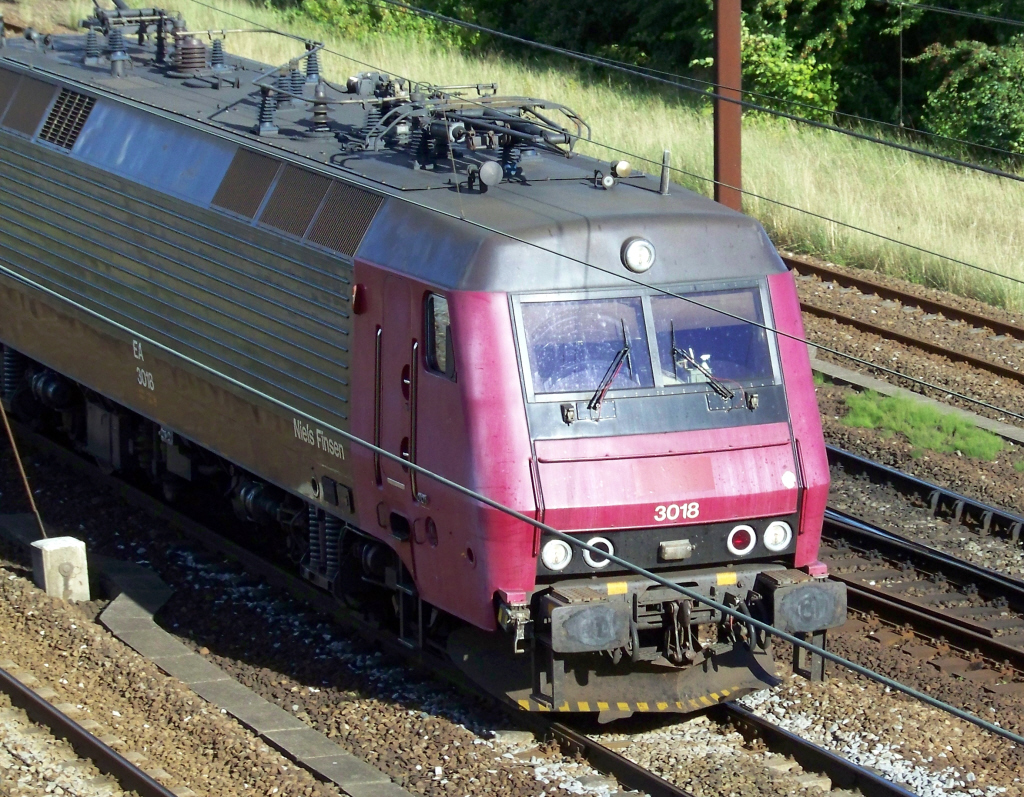
Railion EA 3018

EA är ett danskt ellok som är avsett att främst dra godståg men även persontåg. Loken byggdes under samma epok som de danska dieselloken littera ME och påminner därför till utseendet om dessa. 
Sedan december 2020 har DSB ersatt EA-loken med ME och Vectron-lok. Flera av loken har sålts vidare till Bulgarien.